# Chotěšov (okres Plzeň-jih)
Chotěšov (německy Chotieschau) je vesnice ležící na řece Radbuze v rovinaté krajině dvacet kilometrů jihozápadně od města Plzně, v okrese Plzeň-jih. Celá stejnojmenná obec, do které kromě samotného Chotěšova patří ještě vesnice Mantov, Losina, Týnec a Hoříkovice, zaujímá území o rozloze 2 681 hektarů. Žije v ní přibližně 3 100 obyvatel.
Sousedními obcemi sídla jsou Dobřany, Kotovice, Dnešice, Stod, Vstiš, Úherce, Zbůch a Přehýšov.

## Název
Název pochází z archaického tvaru „*chotěš“ (= chceš), druhé osoby přítomného času slovesa „chtít“ se zachovalým kmenovým „o“, jako jej nalezneme např. ve slově „ochota“.

## Historie
První písemná zmínka o Chotěšově je z roku 1115, na významu nabyla po založení kláštera. K dalšímu rozvoji dochází po zahájení těžby uhlí a zřízení železnice v roce 1861.
V areálu keramických závodů byla v roce 1951 hloubena jáma Ostrová. Sloužila jako výdušná jáma dolu Masaryk I. na jižním okraji Zbůchu. Dosáhla hloubky 288,4 metru a zasypána byla roku 1965.

## Obyvatelstvo
| Rok            | 1869  | 1880  | 1890  | 1900  | 1910  | 1921  | 1930  | 1950  | 1961  | 1970  | 1980  | 1991  | 2001  | 2011  | 2021  |
| -------------- | ----- | ----- | ----- | ----- | ----- | ----- | ----- | ----- | ----- | ----- | ----- | ----- | ----- | ----- | ----- |
| Počet obyvatel | 1 985 | 2 296 | 2 659 | 3 660 | 4 425 | 4 885 | 4 787 | 4 067 | 3 726 | 3 139 | 2 897 | 2 592 | 2 603 | 2 806 | 2 935 |
| Počet domů     | 213   | 246   | 274   | 352   | 448   | 489   | 682   | 814   | 749   | 725   | 719   | 785   | 823   | 845   | 915   |

## Obecní správa

### Části obce
- Hoříkovice
- Chotěšov
- Losina
- Mantov
- Týnec

### Obecní symboly
Znak a vlajka byly obci uděleny rozhodnutím předsedy Poslanecké sněmovny Parlamentu České republiky dne 17. května 1994. Obec Chotěšov má svůj znak, modro-zlatě dělený štít, nahoře stříbrná osmihrotá hvězda v modrém poli, dole troje černé jelení parohy ve zlatém poli.

## Služby a hospodářství
V obci je základní škola 1.–9. třída, sportovní hala, mateřská škola a dětská skupina, kulturní dům, pošta, dům s pečovatelskou službou, lékárna, ordinace praktického lékaře, praktického lékaře pro děti a dorost, zubního lékaře a gynekologie. Úspěšně se rozbíhá bytová výstavba. Na okraji obce je sportovní letiště Aviatik klubu Chotěšov – plocha pro sportovní létající zařízení.
Největší průmyslový podnik v obci je MD Elektronik na výrobu kabelových svazků. Zaměstnává asi tisíc pracovníků. Dále zde působí soukromá zemědělská společnost a několik soukromých firem zabývajících se stavební, výrobní, řemeslnou a obchodní činností.

## Doprava
Chotěšov leží na silnici I/26 Plzeň – Domažlice – hraniční přechod Folmava / Furth im Wald. Asi šest kilometrů od vsi vede dálnice D5 Plzeň – Rozvadov. Obcí také prochází železniční trať Plzeň – Furth im Wald, na které je zřízena zastávka Chotěšov u Stoda. Blíže k Plzni pak leží výhybna Chotěšov.

## Pamětihodnosti

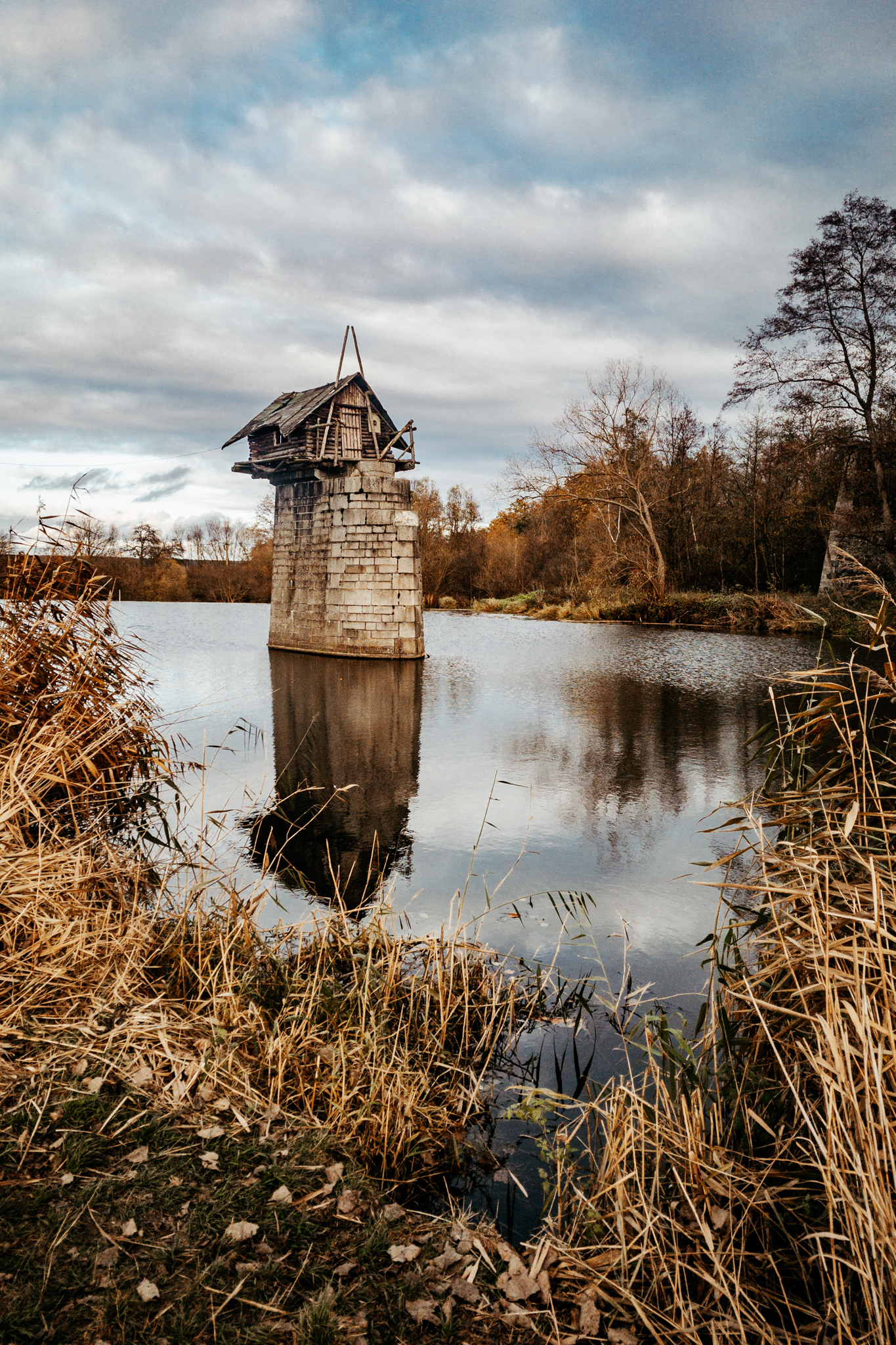
Chata na pilíři na řece Radbuza, nad jezem Pančava

- Mezi pamětihodnosti patří chotěšovský klášter založený Hroznatou v letech 1202–1210, farní kostel Narození Panny Marie z roku 1366, mariánský sloup z roku 1687, sloup se sochou svatého Jana Nepomuckého z roku 1700 a morové sloupy.
- Jihovýchodně od Chotěšova se nachází bývalé poutní místo Křížový vrch (487 m). Dnes je tam rozhledna.
- Chata na pilíři bývalého mostu železniční vlečky Stod se nachází na řece Radbuza nedaleko jezu Pančava. Chaloupku postavili zhruba v roce 1993 hoši z Klubu mladých turistů v rámci táborů, které se zde pořádaly.[8] Podle jednoho z tehdejších stavitelů bylo dílo hotové za necelých čtrnáct dní.[9] Na místě bývalého mostu je plánována stavba lávky pro pěší a cyklisty, chata této stavbě musela ustoupit. Toho bylo využito při natáčení filmu Citlivý člověk podle románu Jáchyma Topola a chata byla zapálena.[10]

## Akce pořádané v Chotěšově
- Běh Chotěšovem je krosový závod, který měří 5,65 km a pořádá ho OSPV Chotěšov. V roce 2025 se konal 11. ročník této akce.[11]
- Chotěšovská 30 je turistická akce pořádaná chotěšovským Klubem českých turistů. Je určena jak pro pěší, tak pro cyklisty a nabízí několik různých tras. V roce 2025 se konal 50. ročník.[12]
- Slavnosti vína se konají se v prostorách kláštera Chotěšov, kde představují tuzemská vinařství. Jsou tu jak známá a oceňovaná vinařství, ale také neznámé. Lze se tu i občerstvit tradičním, tak i netradičním jídlem. Na celý den je vždy připraven doprovodný program s muzikou a tancem.
- Jednou za dva roky pořádá Spolek májovníků Chotěšov Staročeské máje. V roce 2025 šlo již o XXIII. ročník.[13]
- První srpnovou sobotu se koná benefiční akce na podporu Kláštera Chotěšov Večer pro Klášter Chotěšov.[14]

## Osobnosti
- František Xaver Margold (1887–1967), stavitel a malíř
- Václav Hataj (1888–1954), řídící učitel a kronikář